# 2008年夏季残疾人奥林匹克运动会马里代表团
2008年夏季残疾人奥林匹克运动会马里代表团是马里派出的2008年夏季残疾人奥林匹克运动会代表团。未获得奖牌。